# زمین‌لرزه ۱۹۱۲ ترکیه
زمین‌لرزه ترکیه  در تاریخ ۹ اوت ۱۹۱۲ میلادی، برابر با ‎۱۸ مرداد ۱۲۹۱، ساعت ۱:۲۹:۰۰ به زمان یوتی‌سی در ترکیه رخ داد. بزرگی آن ۷٫۶ در مقیاس Mw اعلام شده‌است. زمین‌لرزه به وقت محلی در روز جمعه، ساعت ۳ روی داده و منطقه زمانی آن یوتی‌سی +۲ بوده‌است (با لحاظ تغییر ساعت تابستانی).
سازمان زمین‌شناسی آمریکا نیز جای این زمین‌لرزه را در مختصات ۴۰°۳۰′شمالی ۲۷°۱۲′شرقی / ۴۰٫۵°شمالی ۲۷٫۲°شرقی و بزرگی آنرا برابر با ۷٫۸ در مقیاس ریشتر اعلام کرده‌است. ژرفای گزارش شده از سوی این سازمان ۶۰ کیلومتر می‌باشد.
شمار کشتگان زلزله حدود ۲۸۳۶ نفر بوده‌است. تعداد زخمیان ۷۳۵۳ نفر برآورده شده‌است.